# Haas (Dürer)
Haas (Duits: Feldhase) is een aquarel van de Duitse kunstschilder Albrecht Dürer. Het werd in 1502 in zijn atelier geschilderd. Het is een van zijn bekendste natuurstudies, en wordt erkend als een meesterwerk van de observatiekunst, naast De grote graszode, dat hij een jaar later schilderde. 
Het onderwerp is bijna fotografisch nauwkeurig weergegeven, en hoewel het werk gewoonlijk de titel Jonge haas draagt, is het portret voldoende gedetailleerd om de haas als volwassen exemplaar te kunnen identificeren - de Duitse titel wordt vertaald als "Veldhaas" en het werk wordt in het Engels vaak aangeduid als Hare (Haas) of Wild Hare (Wilde haas).  